# 愤怒的葡萄 (电影)
（1940年香港公映譯作《美國的大地》）是一部美国剧情片，由约翰·福特执导，改编自约翰·斯坦贝克获得了普利策奖的同名小说。
这部电影讲述了俄克拉荷馬州的乔德一家的故事，他们在1930年代的大萧条期间失去农场，成为移民工人并最终来到加利福尼亚。这部电影详细描述了他们穿越美国的艰辛旅程。
这部电影被广泛认为是有史以来最伟大的电影之一，获得了奥斯卡最佳导演奖和最佳女配角奖，1989年成为美国国会图书馆國家影片登記表登记的首批（25部）电影之一。